# Rhagoletis meigenii
Rhagoletis meigenii
 es una especie de insecto del género Rhagoletis de la familia Tephritidae del orden Diptera. 
Friedrich Hermann Loew la describió científicamente por primera vez en el año 1844.